# Atlanta Open
L'Atlanta Open è stato un torneo professionistico maschile di tennis, giocato su campi in cemento, facente parte dell'ATP Tour. Inaugurato nel 1988 a Indianapolis, dal 2010 si giocava ad Atlanta, negli Stati Uniti.

## Storia
Il torneo ha le sue origini negli Indianapolis Tennis Championships, torneo che si teneva a Indianapolis dal 1921. Con l'avvento dell'era Open nel 1968, il torneo di Indianapolis divenne la nuova sede degli U.S. Men's Clay Court Championships, che si tennero su campi in terra rossa. Nel 1974 fu costruito il nuovo impianto dell'Indianapolis Racquet Club e, con la crescita di importanza del torneo, nel 1979 fu costruito il nuovo Indianapolis Sports Center, che in seguito avrebbe preso il nome Indianapolis Tennis Center. L'ultima edizione ospitata a Indianapolis degli US Men’s Clay Court Championships fu nel 1987, dopo la quale 14 dei 18 campi in terra rossa dell'impianto divennero campi in cemento ricoperto con DecoTurf II, la stessa superficie allora utilizzata per gli US Open. Nel 1988 gli US Men’s Clay Court Championships furono spostati a Charleston.
Nel 1988 fu disputata all'Indianapolis Sports Center la prima edizione degli U.S. Men’s Hardcourt Championships, che divenne una grande attrazione per i tennisti che si preparavano per gli US Open, entrando a far parte delle US Open Series. Tra i migliori giocatori che giocarono a Indianapolis nel periodo successivo vi furono Pete Sampras, John McEnroe, Andre Agassi, Andy Roddick, Boris Becker e Jimmy Connors. Nel 1992 lo sponsor principale del torneo divenne la Thomson Consumer Electronics, e il torneo prese il nome RCA Championships dalla consociata RCA fino al 2006. Quando finì il contratto di sponsorizzazione con la RCA, nel 2007 il torneo prese il nome Indianapolis Tennis Championships fino al 2009.
Nel dicembre 2009, la Federazione tennistica statunitense US Tennis Association (USTA) comprò dalla Association of Tennis Professionals (ATP) la licenza per il torneo di Indianapolis, che venne spostato ad Atlanta a partire dal 2010. La prima edizione con il nuovo assetto si tenne con il nome Atlanta Tennis Championships all'Atlanta Athletic Club, nel sobborgo settentrionale di Johns Creek. L'anno successivo il torneo fu disputato al Racquet Club of the South di Norcross, altro sobborgo settentrionale di Atlanta. Nel 2012 vi fu la prima edizione giocata all'Atlantic Station, grande complesso commerciale multi-funzione situato in centro ad Atlanta, e il torneo prese il nome BB&T Atlanta Open dal nuovo sponsor. Nel 2015 il torneo fu acquistato dall'azienda newyorkese GF Sports and Entertainment. L'edizione del 2020 fu annullata per la pandemia di COVID-19, si tornò a giocare nel 2021 con un nuovo sponsor e il torneo prese il nome Truist Atlanta Open. Nel 2025 in accordo con il progetto "one Vision" dell'ATP vengono ridotti i tornei ATP 250 a favore di quelli ATP 500 e il torneo di Atlanta viene inglobato nel torneo di Dallas, che condividono lo stesso proprietario, GF Sports & Entertainment.
In precedenza Atlanta aveva già ospitato tornei del circuito maggiore maschile, tra il 1969 e il 1986 si svolse con varie interruzioni l'omonimo Atlanta Open, che fece parte dei circuiti WCT e Grand Prix e vide tra i suoi partecipanti John McEnroe, Stan Smith, Ilie Năstase, Rod Laver e John Newcombe. Tra il 1992 e il 2001 si giocarono 10 edizioni dell'Atlanta Tennis Challenge, che ebbero tra i vincitori Andy Roddick, Pete Sampras, Andre Agassi e Michael Chang.

## Albo d'oro

### Singolare
| Località     | Anno | Campione                                     | Finalista                                    | Punteggio                                    |
| ------------ | ---- | -------------------------------------------- | -------------------------------------------- | -------------------------------------------- |
| Atlanta      | 2024 | Yoshihito Nishioka                           | Jordan Thompson                              | 4–6, 7–6(2), 6–2                             |
| Atlanta      | 2023 | Taylor Fritz                                 | Aleksandar Vukic                             | 7–5, 6(5)–7, 6–4                             |
| Atlanta      | 2022 | Alex de Minaur (2)                           | Jenson Brooksby                              | 6–3, 6–3                                     |
| Atlanta      | 2021 | John Isner (6)                               | Brandon Nakashima                            | 7–6(8), 7–5                                  |
| Atlanta      | 2020 | Annullato a causa della pandemia di COVID-19 | Annullato a causa della pandemia di COVID-19 | Annullato a causa della pandemia di COVID-19 |
| Atlanta      | 2019 | Alex de Minaur (1)                           | Taylor Fritz                                 | 6–3, 7–6(2)                                  |
| Atlanta      | 2018 | John Isner (5)                               | Ryan Harrison                                | 5–7, 6–3, 6–4                                |
| Atlanta      | 2017 | John Isner (4)                               | Ryan Harrison                                | 7–6(6), 7–6(7)                               |
| Atlanta      | 2016 | Nick Kyrgios                                 | John Isner                                   | 7–6(3), 7–6(4)                               |
| Atlanta      | 2015 | John Isner (3)                               | Marcos Baghdatis                             | 6–3, 6–3                                     |
| Atlanta      | 2014 | John Isner (2)                               | Dudi Sela                                    | 6–3, 6–4                                     |
| Atlanta      | 2013 | John Isner (1)                               | Kevin Anderson                               | 6(3)–7, 7–6(2), 7–6(2)                       |
| Atlanta      | 2012 | Andy Roddick (3)                             | Gilles Müller                                | 1–6, 7–6(2), 6–2                             |
| Atlanta      | 2011 | Mardy Fish (2)                               | John Isner                                   | 3–6, 7–6(6), 6–2                             |
| Atlanta      | 2010 | Mardy Fish (1)                               | John Isner                                   | 4–6, 6–4, 7–6(4)                             |
| Indianapolis | 2009 | Robby Ginepri (2)                            | Sam Querrey                                  | 6–2, 6–4                                     |
| Indianapolis | 2008 | Gilles Simon                                 | Dmitrij Tursunov                             | 6–4, 6–4                                     |
| Indianapolis | 2007 | Dmitrij Tursunov                             | Frank Dancevic                               | 6–4, 7–5                                     |
| Indianapolis | 2006 | James Blake                                  | Andy Roddick                                 | 4–6, 6–4, 7–6(5)                             |
| Indianapolis | 2005 | Robby Ginepri (1)                            | Taylor Dent                                  | 4–6, 6–0, 3–0 rit.                           |
| Indianapolis | 2004 | Andy Roddick (2)                             | Nicolas Kiefer                               | 6–2, 6–3                                     |
| Indianapolis | 2003 | Andy Roddick (1)                             | Paradorn Srichaphan                          | 7–6(2), 6–4                                  |
| Indianapolis | 2002 | Greg Rusedski                                | Félix Mantilla                               | 6(6)–7, 6–4, 6–4                             |
| Indianapolis | 2001 | Patrick Rafter                               | Gustavo Kuerten                              | 4–2 rit.                                     |
| Indianapolis | 2000 | Gustavo Kuerten                              | Marat Safin                                  | 3–6, 7–6(2), 7–6(2)                          |
| Indianapolis | 1999 | Nicolás Lapentti                             | Vince Spadea                                 | 4–6, 6–4, 6–4                                |
| Indianapolis | 1998 | Àlex Corretja                                | Andre Agassi                                 | 2–6, 6–2, 6–3                                |
| Indianapolis | 1997 | Jonas Björkman                               | Carlos Moyá                                  | 6–3, 7–6(3)                                  |
| Indianapolis | 1996 | Pete Sampras (3)                             | Goran Ivanišević                             | 7–6(3), 7–5                                  |
| Indianapolis | 1995 | Thomas Enqvist                               | Bernd Karbacher                              | 6–4, 6–3                                     |
| Indianapolis | 1994 | Wayne Ferreira                               | Olivier Delaître                             | 6–2, 6–1                                     |
| Indianapolis | 1993 | Jim Courier                                  | Boris Becker                                 | 7–5, 6–3                                     |
| Indianapolis | 1992 | Pete Sampras (2)                             | Jim Courier                                  | 6–4, 6–4                                     |
| Indianapolis | 1991 | Pete Sampras (1)                             | Boris Becker                                 | 7–6(2), 3–6, 6–3                             |
| Indianapolis | 1990 | Boris Becker (2)                             | Peter Lundgren                               | 6–3, 6–4                                     |
| Indianapolis | 1989 | John McEnroe                                 | Jay Berger                                   | 6–4, 4–6, 6–4                                |
| Indianapolis | 1988 | Boris Becker (1)                             | John McEnroe                                 | 6–4, 6–2                                     |

### Doppio
| Località     | Anno | Campione                                     | Finalista                                    | Punteggio                                    |
| ------------ | ---- | -------------------------------------------- | -------------------------------------------- | -------------------------------------------- |
| Atlanta      | 2024 | Nathaniel Lammons (2) Jackson Withrow (2)    | André Göransson Sem Verbeek                  | 4–6, 6–4, [12–10]                            |
| Atlanta      | 2023 | Nathaniel Lammons (1) Jackson Withrow (1)    | Max Purcell Jordan Thompson                  | 7–6(3), 7–6(4)                               |
| Atlanta      | 2022 | Thanasi Kokkinakis Nick Kyrgios              | Jason Kubler John Peers                      | 7–6(4), 7–5                                  |
| Atlanta      | 2021 | Reilly Opelka Jannik Sinner                  | Steve Johnson Jordan Thompson                | 6–4, 6(6)–7, [10–3]                          |
| Atlanta      | 2020 | Annullato a causa della pandemia di COVID-19 | Annullato a causa della pandemia di COVID-19 | Annullato a causa della pandemia di COVID-19 |
| Atlanta      | 2019 | Dominic Inglot Austin Krajicek               | Bob Bryan Mike Bryan                         | 6–4, 6(5)–7, [11–9]                          |
| Atlanta      | 2018 | Nicholas Monroe John-Patrick Smith           | Ryan Harrison Rajeev Ram                     | 3–6, 7–6(5), [10–8]                          |
| Atlanta      | 2017 | Bob Bryan (2) Mike Bryan (2)                 | Wesley Koolhof Artem Sitak                   | 6–3, 6–4                                     |
| Atlanta      | 2016 | Andrés Molteni Horacio Zeballos              | Johan Brunström Andreas Siljeström           | 7–6(2), 6–4                                  |
| Atlanta      | 2015 | Bob Bryan (1) Mike Bryan (1)                 | Colin Fleming Gilles Müller                  | 4–6, 7–6(2), [10–4]                          |
| Atlanta      | 2014 | Vasek Pospisil Jack Sock                     | Steve Johnson Sam Querrey                    | 6–3, 5–7, [10–5]                             |
| Atlanta      | 2013 | Édouard Roger-Vasselin Igor Sijsling         | Colin Fleming Jonathan Marray                | 7–6(6), 6–3                                  |
| Atlanta      | 2012 | Matthew Ebden Ryan Harrison                  | Xavier Malisse Michael Russell               | 6–3, 3–6, [10–6]                             |
| Atlanta      | 2011 | Alex Bogomolov Jr. Matthew Ebden             | Matthias Bachinger Frank Moser               | 3–6, 7–5, [10–8]                             |
| Atlanta      | 2010 | Scott Lipsky Rajeev Ram                      | Rohan Bopanna Kristof Vliegen                | 6–3, 6(4)–7, [12–10]                         |
| Indianapolis | 2009 | Ernests Gulbis Dmitrij Tursunov              | Ashley Fisher Jordan Kerr                    | 6–4, 3–6, [11–9]                             |
| Indianapolis | 2008 | Ashley Fisher Tripp Phillips                 | Scott Lipsky David Martin                    | 3–6, 6–3, [10–5]                             |
| Indianapolis | 2007 | Juan Martín del Potro Travis Parrott         | Tejmuraz Gabašvili Ivo Karlović              | 3–6, 6–2, [10–6]                             |
| Indianapolis | 2006 | Bobby Reynolds Andy Roddick                  | Paul Goldstein Jim Thomas                    | 6–4, 6–4                                     |
| Indianapolis | 2005 | Paul Hanley Graydon Oliver                   | Simon Aspelin Todd Perry                     | 6–2, 3–1 rit.                                |
| Indianapolis | 2004 | Jordan Kerr Jim Thomas                       | Wayne Black Kevin Ullyett                    | 6(7)–7, 7–6(3), 6–3                          |
| Indianapolis | 2003 | Mario Ančić Andy Ram                         | Diego Ayala Robby Ginepri                    | 2–6, 7–6(3), 7–5                             |
| Indianapolis | 2002 | Mark Knowles (3) Daniel Nestor (2)           | Mahesh Bhupathi Maks Mirny                   | 7–6(4), 6(5)–7, 6–4                          |
| Indianapolis | 2001 | Mark Knowles (2) Brian MacPhie               | Mahesh Bhupathi Sébastien Lareau             | 7–6(5), 5–7, 6–4                             |
| Indianapolis | 2000 | Lleyton Hewitt Sandon Stolle                 | Jonas Björkman Maks Mirny                    | 6–2, 3–6, 6–3                                |
| Indianapolis | 1999 | Paul Haarhuis Jared Palmer                   | Olivier Delaître Leander Paes                | 6–3, 6–4                                     |
| Indianapolis | 1998 | Jiří Novák David Rikl (1)                    | Mark Knowles Daniel Nestor                   | 6–2, 7–6                                     |
| Indianapolis | 1997 | Michael Tebbutt Mikael Tillström             | Jonas Björkman Nicklas Kulti                 | 6–3, 6–2                                     |
| Indianapolis | 1996 | Jim Grabb (2) Richey Reneberg (2)            | Petr Korda Cyril Suk                         | 7–6, 4–6, 6–4                                |
| Indianapolis | 1995 | Mark Knowles (1) Daniel Nestor (1)           | Scott Davis Todd Martin                      | 6–4, 6–4                                     |
| Indianapolis | 1994 | Todd Woodbridge Mark Woodforde               | Jim Grabb Richey Reneberg                    | 6–3, 6–4                                     |
| Indianapolis | 1993 | Scott Davis (2) Todd Martin                  | Ken Flach Rick Leach                         | 6–4, 6–4                                     |
| Indianapolis | 1992 | Jim Grabb (1) Richey Reneberg (1)            | Grant Connell Glenn Michibata                | 7–6, 6–2                                     |
| Indianapolis | 1991 | Ken Flach Robert Seguso                      | Kent Kinnear Sven Salumaa                    | 7–6, 6–4                                     |
| Indianapolis | 1990 | Scott Davis (1) David Pate                   | Grant Connell Glenn Michibata                | 7–6, 7–6                                     |
| Indianapolis | 1989 | Pieter Aldrich Danie Visser                  | Peter Doohan Laurie Warder                   | 7–6, 7–6                                     |
| Indianapolis | 1988 | Rick Leach Jim Pugh                          | Ken Flach Robert Seguso                      | 6–4, 6–3                                     |